# Plongeon aux Jeux olympiques d'été de 1976
Navigation
Munich 1972 Moscou 1980
Aux Jeux olympiques d'été de 1976, quatre compétitions de plongeon furent organisées dans la piscine olympique de Montréal du 19 au 27 juillet. 82 plongeurs venus de 22 pays se disputèrent les 12 médailles mises en jeu.

## Tableau des médailles pour le plongeon
| Place | Nation             | Médaille d'or | Médaille d'argent | Médaille de bronze | Total |
| ----- | ------------------ | ------------- | ----------------- | ------------------ | ----- |
| 1     | États-Unis         | 2             | 1                 | 2                  | 5     |
| 2     | Italie             | 1             | 1                 | 0                  | 2     |
| 3     | Union soviétique   | 1             | 0                 | 2                  | 3     |
| = 4   | Allemagne de l'Est | 0             | 1                 | 0                  | 1     |
| = 4   | Suède              | 0             | 1                 | 0                  | 1     |

## Participants
| - Australie (4) - Autriche (3) - Brésil (1) - Canada (9) - Espagne (3) - Équateur (1) - États-Unis (11) - France (2) - Italie (4) - Japon (3) - Koweït (2) | - Mexique (5) - Nouvelle-Zélande (1) - Allemagne de l'Est (7) - Allemagne de l'Ouest (4) - Royaume-Uni (4) - Suède (3) - Tchécoslovaquie (1) - Thaïlande (1) - Turquie (1) - Union soviétique (11) - Venezuela (1) |

## Résultats

### Tremplin 3 mètres
| Rang               | Pays               | Plongeur           | Points |
| ------------------ | ------------------ | ------------------ | ------ |
| Médaille d'or      | États-Unis         | Phil Boggs         | 619,05 |
| Médaille d'argent  | Italie             | Giorgio Cagnotto   | 570,48 |
| Médaille de bronze | Union soviétique   | Aleksandr Kosenkov | 567,24 |
| 4                  | Allemagne de l'Est | Falk Hoffmann      | 553,53 |
| 5                  | États-Unis         | Robert Cragg       | 548,19 |
| 6                  | États-Unis         | Greg Louganis      | 528,96 |
| 7                  | Mexique            | Carlos Giron       | 523,59 |
| 8                  | Italie             | Klaus Dibiasi      | 516,18 |

| Rang               | Pays               | Pongeuse            | Points |
| ------------------ | ------------------ | ------------------- | ------ |
| Médaille d'or      | États-Unis         | Jennifer Chandler   | 506,19 |
| Médaille d'argent  | Allemagne de l'Est | Christa Köhler      | 469,41 |
| Médaille de bronze | États-Unis         | Cynthia Potter      | 466,83 |
| 4                  | Allemagne de l'Est | Heidi Ramlow-Becker | 462,15 |
| 5                  | Allemagne de l'Est | Karin Guthke        | 459,81 |
| 6                  | Union soviétique   | Olga Dmitriyeva     | 432,24 |
| 7                  | Union soviétique   | Irina Kalinina      | 417,99 |
| 8                  | États-Unis         | Barbara Nejman      | 365,07 |

### Plateforme 10 mètres
| Rang               | Pays                 | Plongeur           | Points |
| ------------------ | -------------------- | ------------------ | ------ |
| Médaille d'or      | Italie               | Klaus Dibiasi      | 600,51 |
| Médaille d'argent  | États-Unis           | Greg Louganis      | 576,99 |
| Médaille de bronze | Union soviétique     | Vladimir Aleynik   | 548,61 |
| 4                  | États-Unis           | Kent Vosler        | 544,14 |
| 5                  | États-Unis           | Patrick Moore      | 538,17 |
| 6                  | Allemagne de l'Ouest | Falk Hoffmann      | 531,60 |
| 7                  | Union soviétique     | David Ambartsumyan | 516,21 |
| 8                  | Mexique              | Carlos Giron       | 513,93 |

| Rang               | Pays               | Pongeuse              | Points |
| ------------------ | ------------------ | --------------------- | ------ |
| Médaille d'or      | Union soviétique   | Elena Vaytsekhovskaya | 406,59 |
| Médaille d'argent  | Suède              | Ulrika Knape          | 402,60 |
| Médaille de bronze | États-Unis         | Deborah Wilson        | 401,07 |
| 4                  | Union soviétique   | Irina Kalinina        | 398,67 |
| 5                  | Canada             | Cindy Shatto          | 389,58 |
| 6                  | Canada             | Teri York             | 378,39 |
| 7                  | États-Unis         | Melissa Briley        | 376,86 |
| 8                  | Allemagne de l'Est | Heidi Ramlow-Becker   | 365,64 |

## Source
- (en) The Official Report for the Games of the XXIst Olympiad Montréal 1976 - Volume 3: Results, [PDF] (23,13 MB)